# Neoscopelus porosus
Neoscopelus porosus és una espècie de peix pertanyent a la família dels neoscopèlids.

## Descripció
- Pot arribar a fer 18,3 cm de llargària màxima.[5][6]

## Hàbitat
És un peix marí, bentopelàgic i de clima subtropical, el qual viu sobre el talús continental.

## Distribució geogràfica
Es troba a l'oest d'Austràlia, el Japó i el mar de la Xina Meridional.

## Observacions
És inofensiu per als humans.